# Волынская областная государственная администрация
Волынская областная государственная администрация (укр. Волинська обласна державна адміністрація) — местная государственная администрация Волынской области.

## Структура

### Отделы и другие структурные подразделения аппарата
- Отдел по обеспечению деятельности руководства
- Сектор пресс-службы главы облгосадминистрации отдела обеспечения деятельности руководства
- Организационный отдел
- Отдел кадровой работы
- Юридический отдел
- Отдел информационно-компьютерного обеспечения
- Отдел работы с обращениями граждан
- Общий отдел
- Отдел финансово-хозяйственного обеспечения
- Отдел взаимодействия с правоохранительными органами и оборонной работы
- Сектор контроля
- Сектор мобилизационной работы
- Сектор режимно-секретной работы
- Отдел администрирования Государственного реестра избирателей

### Управления и другие структурные подразделения
- Главное управление агропромышленного развития
- Главное финансовое управление
- Главное управление экономики
- Главное управление труда, социальных вопросов и по делам защиты населения от последствий Чернобыльской катастрофы
- Главное управление промышленности и развития инфраструктуры
- Главное управление градостроительства, архитектуры и жилищно-коммунального хозяйства
- Управление образования, науки и молодежи
- Управление здравоохранения
- Управление культуры и туризма
- Управление по делам молодежи и спорта
- Главное управление по вопросам внутренней политики и связей с общественностью
- Управление международного сотрудничества и европейской интеграции
- Управление по вопросам чрезвычайных ситуаций
- Служба по делам детей
- Государственный архив области
- Инспекция качества и формирования ресурсов сельскохозяйственной продукции
- Инспекция государственного технического надзора
- Областной центр переподготовки и повышения квалификации работников органов государственной власти, органов местного самоуправления, государственных предприятий, учреждений и организаций

## Главы
| Фото | Имя                                                                    | Годы жизни | Начало срока   | Конец срока    | Примечания                                                         |
| ---- | ---------------------------------------------------------------------- | ---------- | -------------- | -------------- | ------------------------------------------------------------------ |
|      | Владимир Иванович Блаженчук Володимир Іванович Блаженчук               | 1945—2019  | 20 марта 1992  | 19 апреля 1994 | Представитель Президента Украины в Волынской области               |
|      | Юрий Сильвестрович Ленартович Юрій Сильвестрович Ленартович            | р. 1941    | 12 мая 1994    | 7 марта 1995   | Представитель Президента Украины в Волынской области               |
|      | Борис Петрович Климчук                                                 | 1951—2014  | 7 июля 1995    | 12 июня 2002   | Председатель Волынского облисполкома с июня 1994 по июль 1995 года |
|      | Анатолий Иосифович Француз Анатолій Йосипович Француз                  | 1954—2025  | 12 июня 2002   | 3 февраля 2005 |                                                                    |
|      | Владимир Налькович Бондар Володимир Налькович Бондар                   | р. 1968    | 4 февраля 2005 | 15 ноября 2007 |                                                                    |
|      | Николай Ярославович Романюк Микола Ярославович Романюк                 | 1958—2017  | 15 ноября 2007 | 26 марта 2010  | Исполняющий обязанности с 15 ноября по 10 декабря 2007 года        |
|      | Борис Петрович Климчук                                                 | 1951—2014  | 26 марта 2010  | 5 февраля 2014 |                                                                    |
|      | Александр Константинович Башкаленко Олександр Костянтинович Башкаленко | р. 1961    | 5 февраля 2014 | 2 марта 2014   |                                                                    |
|      | Григорий Александрович Пустовит Григорій Олександрович Пустовіт        | р. 1960    | 2 марта 2014   | 24 июля 2014   |                                                                    |
|      | Владимир Петрович Гунчик Володимир Петрович Гунчик                     | р. 1958    | 24 июля 2014   | 22 марта 2018  |                                                                    |
|      | Александр Ильич Савченко Олександр Ілліч Савченко                      | р. 1957    | 23 марта 2018  | 11 июня 2019   |                                                                    |
|      | Александр Алексеевич Киричук Олександр Олексійович Киричук             | р. 1973    | 11 июня 2019   | 2 декабря 2019 | исполняющий обязанности                                            |
|      | Юрий Михайлович Погуляйко Юрій Михайлович Погуляйко                    | р. 1978    | 2 декабря 2019 | 8 ноября 2024  |                                                                    |
|      | Иван Львович Рудницкий Іван Львович Рудницький                         | р. 1978    | 8 ноября 2024  |                |                                                                    |

## Руководство
- Председатель — Иван Львович Рудницкий
- Первый заместитель председателя — Олег Станиславович Стельмащук
- Заместители председателя — Роман Вячеславович Романюк, Тарас Игоревич Шкитер, Виктория Юрьевна Левчук, Александр Васильевич Троханенко
- Руководитель аппарата — Юрий Алексеевич Судаков